# 성평등도서관 여기
성평등도서관 여기는 서울특별시 여성가족재단에서 운영하는 대한민국의 성평등정책 전문 도서관이다. 대한민국 최초의 젠더 라이브러리이다.